# Helen Farnsworth Mears

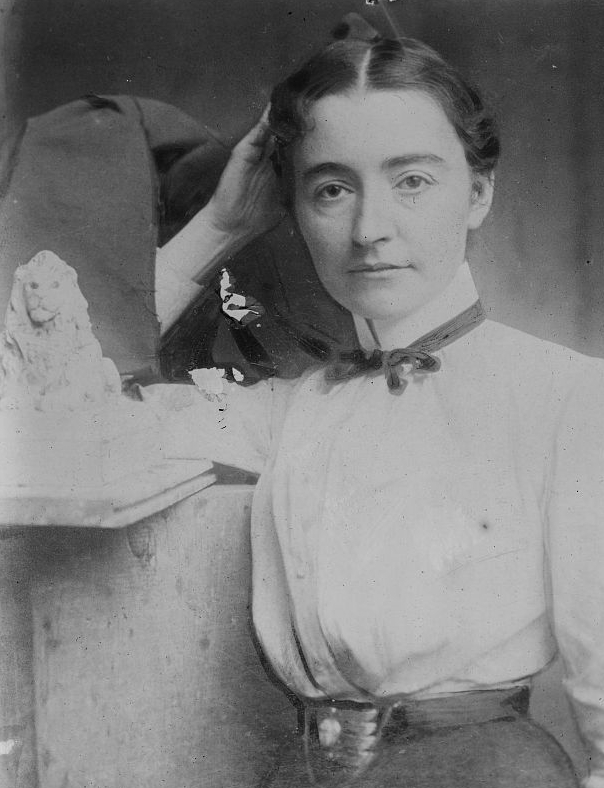
Helen Farnsworth Mears

Helen Farnsworth Mears (* 21. Dezember 1872 in Oshkosh, Wisconsin; † 17. Februar 1916 in Greenwich Village, New York City) war eine US-amerikanische Bildhauerin. Sie gehörte zu den Künstlerinnen der White Rabbits, einer Gruppe von Bildhauerinnen, die sich Ende des 19. Jahrhunderts gegründet hatte.

## Leben

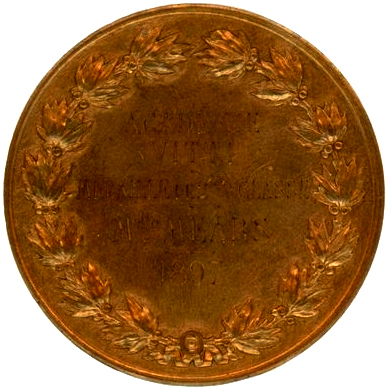
Medaille 2. Klasse der Académie Vitti

Mears wurde am 21. Dezember 1872 als jüngste von drei Töchtern von John Hall Mears und Mary Elizabeth Farnsworth geboren. Ihre Schwester Mary war Schriftstellerin, und ihre Mutter war die erste Dichterin von Wisconsin, die publizierte und auch unter den Pseudonymen Nellie Wildwood und Ianthe veröffentlichte.
Sie bekam ihre ersten Lektionen von ihrem Vater, der studiert hatte, um Chirurg zu werden, und ihr so die menschliche Anatomie näherbringen konnte. Ihr erstes Stück, ein Kopf des Gottes Apollon, modellierte sie in Ton und stellte ihn im Alter von neun Jahren auf der County-Ausstellung von Oshkosh aus. Von einer Skulptur, die sie im Alter von 14 Jahren schuf, schickte ein Bekannter ein Foto an die Bildhauer John Quincy Adams Ward und Augustus Saint-Gaudens. Beide waren von der Arbeit sehr angetan und luden Mears ein, bei ihnen zu studieren. Dies war ihr in dem jungen Alter jedoch noch nicht möglich.
Helen Farnsworth Mears studierte an der Oshkosh State Normal School, heute University of Wisconsin Oshkosh. Im Jahr 1892 bekam sie den Auftrag, für das Wisconsin Building auf der World’s Columbian Exposition im Jahr 1893 in Chicago eine Statue zu schaffen. Diese trägt den Titel Genius of Wisconsin und stellt eine Frau, die einen Adler mit ausgebreiteten Schwingen auf der Schulter trägt, dar. Zu diesem Zeitpunkt hatte sie noch keine professionelle Ausbildung als Bildhauerin erfahren. In Chicago arbeitete sie am Art Institute of Chicago. Dort lernte sie Lorado Taft kennen, der sie förderte, und wurde Mitglied der Gruppe der White Rabbits, eine Gruppe junger Bildhauerinnen, die zusammen mit Taft an Exponaten für die World’s Columbian Exposition arbeitete und mit eigenen Werken auf der Weltausstellung vertreten war. Ihre Statue Genius of Wisconsin steht heute in der Rotunde des Wisconsin State Capitol.
Durch den Erfolg, den sie mit ihrer Arbeit auf der Weltausstellung hatte, und mit dem Gewinn eines Preises über 500 Dollar konnte sie nach New York reisen und sich in der Art Students League einschreiben. In New York wurde sie Schülerin und Assistentin von Augustus Saint-Gaudens, bei dem sie zwei Jahre studierte. Von 1897 bis 1899 studierte sie in Frankreich und Italien, bis sie 1898 zunächst nach Oshkosh zurückkehrte und 1899 nach New York zog.
In Paris studierte sie an der Académie Julian und der Académie Vitti.

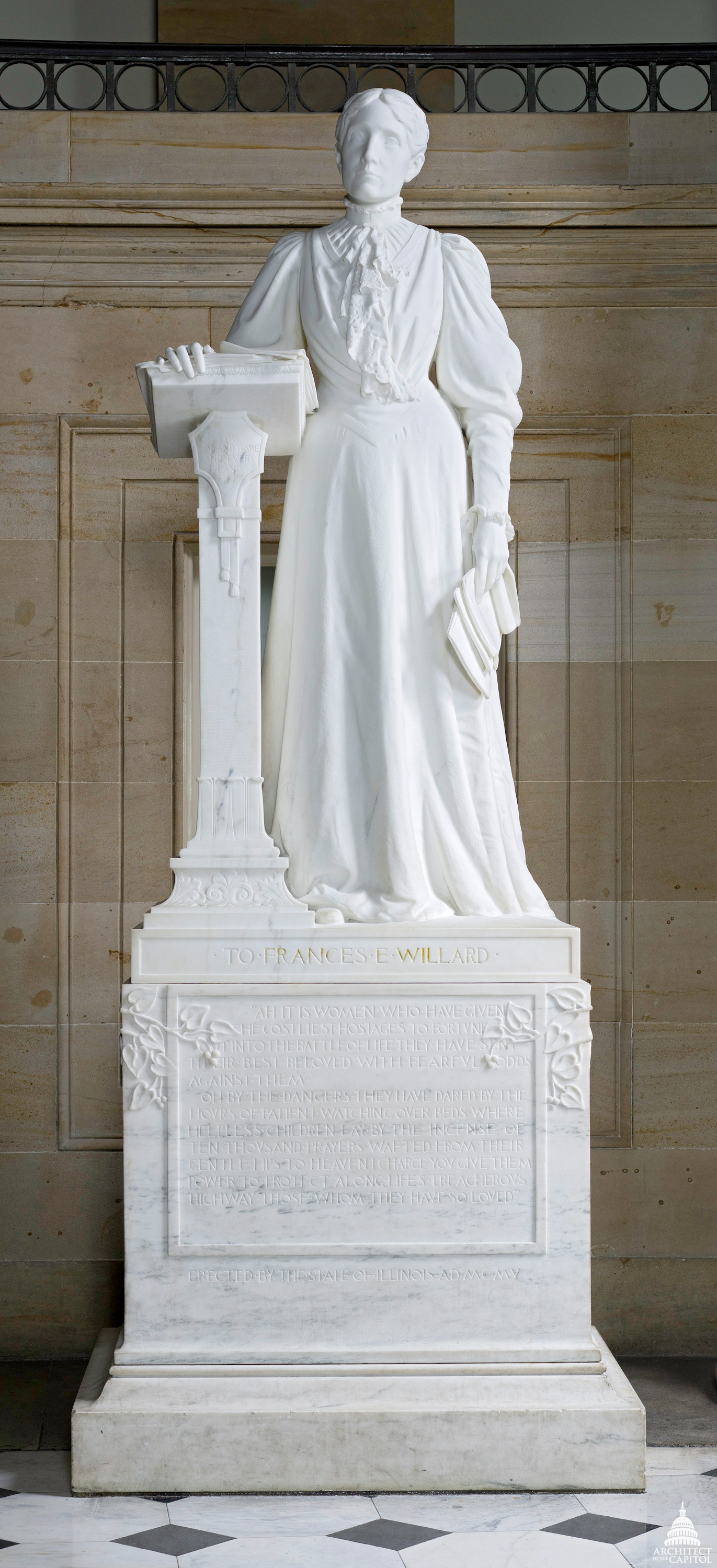
Statue von Frances Willard

Mears eröffnete in New York ihr eigenes Studio. Dort stellte sie die Marmorskulptur von Frances Willard für die Statuary Hall im US-Kapitol fertig. Auch arbeitete sie an einem Kunstwerk, für das sie auf der St. Louis Exposition 1904 die Silbermedaille gewann. Es handelte sich um einen Wandbrunnen, dem „Fountain of life“, der versehentlich zerstört wurde, als das Gipsmodell in Bronze gegossen werden sollte.
Gemeinsam mit ihrer Schwester, der Schriftstellerin Mary Mears, gehörte sie zu den ersten, die in die MacDowell Colony eingeladen wurden und dort arbeiteten.
Im Dezember 1910 erhielt Mears den Auftrag, eine heroische Figur für die Kuppel des neuen Capitol-Gebäudes von Wisconsin zu gestalten. Sie begann Modelle zu entwerfen und ihre Entwürfe als Reaktion auf Kritiken von Mitgliedern der Kommission anzupassen. Trotz ihrer Bemühungen entschied sich die Kommission im Februar 1911, Entwürfe von anderen Bildhauern zu erbitten. Ihr dritter Entwurf wurde vom Architekten des Capitols George Post der Kommission nicht einmal mehr vorgelegt. Darüber war Mears sehr enttäuscht. Für ihre Entwürfe wurde sie zwar noch bezahlt, doch dies hinterließ bei ihr starke Verbitterung. Ihr Auftrag wurde von der Kommission gekündigt und ging stattdessen an Daniel Chester French, den sie zuvor noch beraten hatte.
Nach dieser Kündigung lebte sie gemeinsam mit ihrer Schwester in New York in großer Armut. Im Jahr 1914 schuf sie die Skulptur „End of Day“, welche einen fast schon prophetischen Titel trug. Helen Farnsworth Mears starb unterernährt und geschwächt am 17. Februar 1916 in ihrem Studio an der Grippe.

## Werk

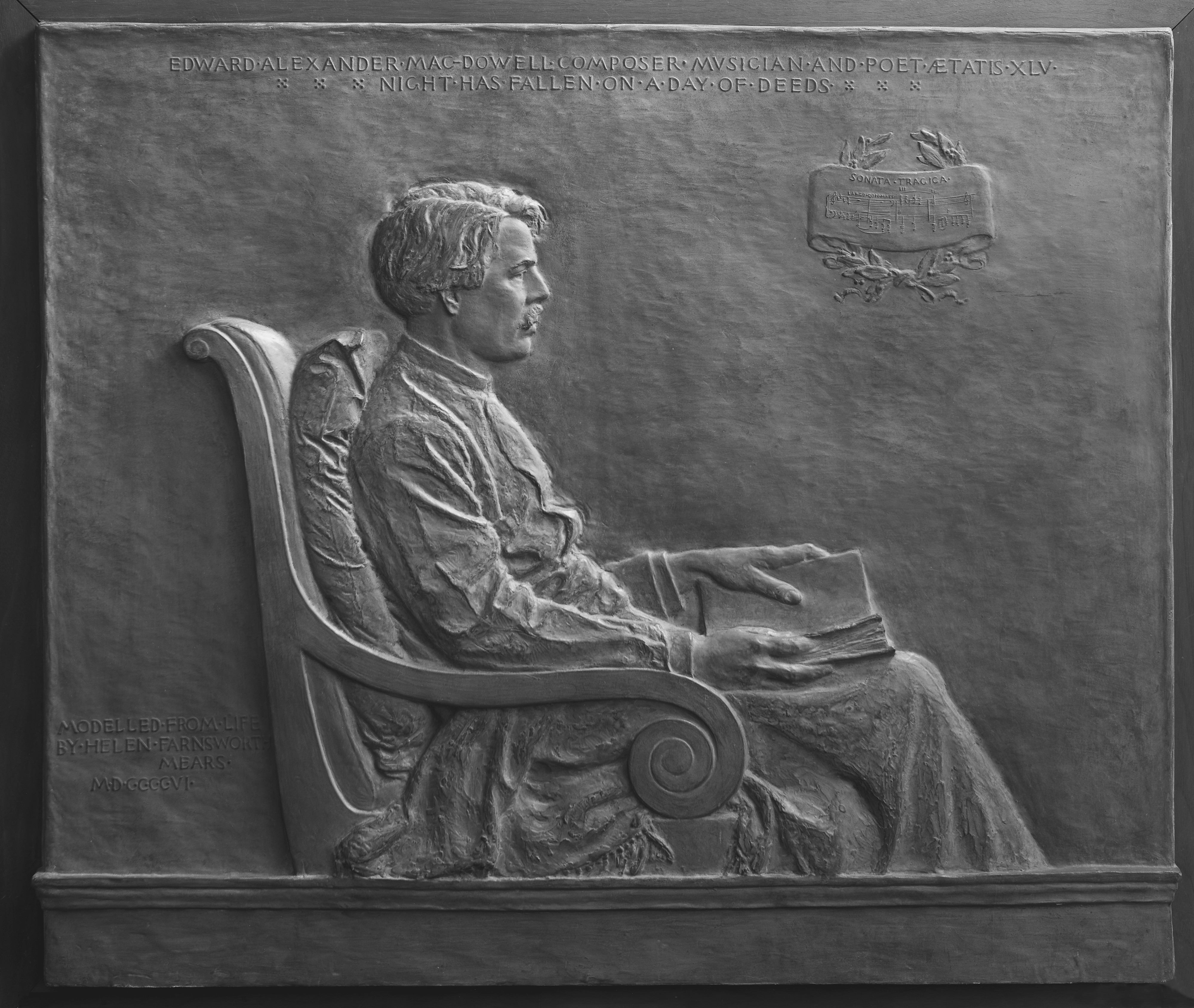
Relief von Edward McDowell (MET)

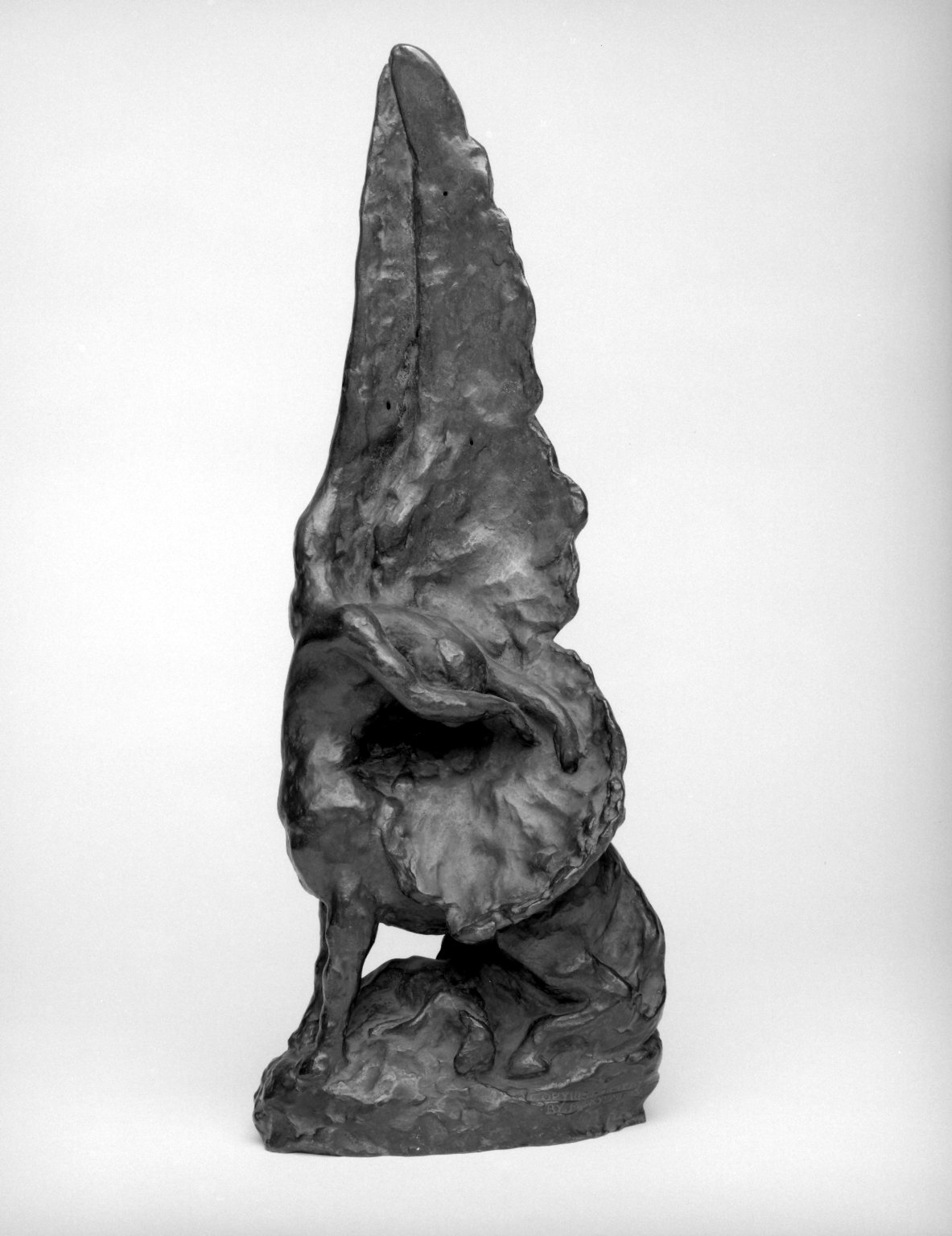
The Awakening

- Genius of Wisconsin, Wisconsin State Capitol
- Statue von Frances Willard, United States Capitol
- Statue End of Day
- Statue The Awakening, Brooklyn Museum
- Statue Death Uncovering Its Face and Showing It To Be Life, Brooklyn Museum
- Statue Armless Angel, Brooklyn Museum
- Adin Randall Fountain in Eau Claire
- Bronzebüste von George Rogers Clark
- Bronzebüste von William T. G. Morton
- Relief von August Saint-Gaudens
- Relief von Edward MacDowell
- Relief von Mary Elizabeth Mears

## Einzelausstellungen (Auswahl)
- 1919 Peabody Museum, Baltimore, Maryland
- 1920 Brooklyn Museum, New York
- 1923 Milwaukee Art Institute, Wisconsin
- 1960 Paine Art Center and Arboretum, Oshkosh, Wisconsin (also1970)

## Gruppenausstellungen (Auswahl)
- 1893 Chicago, Illinois, World’s Columbian Exposition
- 1897 Paris, Salon de la Societe Nationale des Beaux-Arts
- 1900 Pennsylvania Academy of Fine Arts, Philadelphia
- 1904 The Fountain of Life, St. Louis Exposition
- 1916 Art Institute of Chicago, Illinois, 29th Exhibition of American Painters and Sculptors
- Albright Art Gallery, Buffalo, New York, Exhibition of Contemporary American Sculpture
- 1972 State Historical Society of Wisconsin, Madison, Famous Women
- 1988 Milwaukee Art Museum, Wisconsin, 100 Years of Wisconsin Art

## Ehrungen
- 1904 Silbermedaille für The Fountain of Life St. Louis Exposition
- 2005 Empfängerin des Wisconsin Visual Art Lifetime Achievement Awards (The Wisconsin Visual Art Hall of Fame)